# Halleschelle
Halleschelle is een Belgisch bier van hoge gisting.
Het bier werd van 2004 tot 2016 gebrouwen bij Brouwerij Alvinne in Heule in opdracht van bier- en tapashuis Pado te Tielt. Het is een goudblond/oranje bier met een alcoholpercentage van 8,5%. In september 2012 werd de zaak te Tielt gesloten om gezondheidsredenen.Het bier wordt verder gebrouwen en gecommercialiseerd door de zaakvoerders van Pado. Eind 2014 kwam er een speciale versie uit om het 10-jarig bestaan van het bier te vieren. Vanaf 2017 wordt het bier gebrouwen door Brouwerij De Leite.